# Heterorrhina paupera
Heterorrhina paupera är en skalbaggsart som beskrevs av Mohnike 1873. Heterorrhina paupera ingår i släktet Heterorrhina och familjen Cetoniidae. Inga underarter finns listade i Catalogue of Life.